# Roc del Pàrrec
El Roc del Pàrrec és una muntanya de 1.707 metres que es troba al municipi de Montferrer i Castellbò, a la comarca de l'Alt Urgell.